# Cascarots
Los cascarots (en euskera: Kaskarotuak) es un grupo étnico del País Vasco francés, donde se asentaron a finales del siglo XV. Son uno  de los muchos subgrupos del pueblo gitano en Europa Occidental pero no deben ser confundidos con los erromintxela. Abundan, sobre todo, en San Juan de Luz.

## Historia
Algunos documentos históricos hacen referencia a cascarots viviendo en poblados separados, por ejemplo en Ciboure, y algunas veces a pueblos enteros de ellos como el pueblo de Ispoure. Según Philippe Veyrin, descienden del hibridaje de agotes y gitanos. El término se documentó por primera vez en 1702.